# George Barati
George Barati, właśc. György Baráti (ur. 3 kwietnia 1913 w Győrze, zm. 22 czerwca 1996 w San Jose) – amerykański kompozytor, dyrygent i wiolonczelista pochodzenia węgierskiego.

## Życiorys
Ukończył szkołę muzyczną w Győrze (1932). W 1935 roku ukończył studia kompozytorskie w konserwatorium w Budapeszcie, gdzie jego nauczycielami byli Zoltán Kodály i Leó Weiner. W latach 1933–1936 członek orkiestry koncertowej w Budapeszcie, następnie 1936–1938 pierwszy wiolonczelista budapeszteńskiej orkiestry symfonicznej. W 1938 roku wyjechał do Stanów Zjednoczonych. W latach 1938–1939 studiował w Westminster Choir College w Princeton u Georges’a Couvreur i Henriego Swittena, a następnie 1939–1943 na tamtejszym uniwersytecie u Rogera Sessionsa. W 1944 roku otrzymał amerykańskie obywatelstwo. Występował jako wiolonczelista z San Francisco Symphony Orchestra (1946–1950). Od 1950 do 1967 roku przebywał na Hawajach, gdzie prowadził Honolulu Symphony Orchestra. Później dyrygował Montalvo Chamber Orchestra w Saratodze (1968–1978) i Santa Cruz Symphony Orchestra w Aptos (1971–1980).

## Ważniejsze kompozycje
(na podstawie materiałów źródłowych)

### Utwory orkiestrowe
- Fever Dreams (1938)
- 2 Symphonic Movements (1941)
- Lamentoso (1943)
- Scherzo (1946)
- Configuration (1947)
- Koncert kameralny na flet, obój, klarnet, fagot i smyczki (1952)
- Tribute (1952)
- Koncert wiolonczelowy (1953, wersja zrewidowana 1957)
- The Dragon and the Phoenix (1960)
- Symfonia (1963)
- Polarization (1965)
- Baroque Quartet Concerto na flet, obój, klawesyn, kontrabas i orkiestrę (1968)
- Festival Hula (1968)
- Vaudeville (1968)
- Koncert fortepianowy (1973)
- Koncert gitarowy (1976, wersja zrewidowana 1982)
- Branches of time na 2 fortepiany i orkiestrę (1981)
- Confluence (1982)
- Koncert skrzypcowy (1986)
- Serenata Capricciosa na orkiestrę kameralną (1990)
- Chant of Darkness (1993)
- Seachange (1993)

### Utwory kameralne
- 3 kwartety smyczkowe (1944, 1961, 1991)
- Kwintet na instrumenty dęte drewniane (1954)
- Sonata skrzypcowa (1956)
- Kwintet na obój i smyczki (1961)
- Kwartet klawesynowy na flet, obój, klawesyn i kontrabas (1964)
- Oktet na flet, obój, kontrabas, klawesyn i kwartet smyczkowy (1966)
- Lumberjack na puzon i fortepian (1969, wersja zrewidowana 1992)
- Hawaiian Forests na 7 instrumentów (1971, wersja zrewidowana 1989)
- Trio na flet, skrzypce i gitarę (1976, wersja zrewidowana 1979)
- Tryptyk na flet, obój, altówkę i fortepian (1983)
- Trio na instrumenty dęte drewniane (1984)
- ...And the Shadows Were Filled With Light na 9 instrumentów (1984)
- Spring Serenade na flet, altówkę i wiolonczelę (1987)
- Trio Profundo na altówkę, wiolonczelę i kontrabas (1988, wersja zrewidowana 1990)
- Trio na klarnet, skrzypce i wiolonczelę (1988)
- Dialogue na flet i fortepian (1990)
- Aquinas Suite na 3 nieokreślone instrumenty (1991)
- Second Edition na kwartet smyczkowy (1991)
- Spring Rain na klarnet i gitarę (1993)

### Utwory sceniczne
- opera Noelani (1968)
- balet The Love of Don Perlimplin (1947)
- Thirty Pieces of Silver na recytatora i orkiestrę kameralną (1951)

### Muzyka filmowa
- The Ugly Duckling (1981)
- What do 2 Rights Make? (1983)